# Shigurui
Shigurui (chữ Nhật:シグルイ, tạm dịch là Cuồng tử) là một tác phẩm truyện tranh theo thể loại Jidaigeki Manga của họa sĩ Yamaguchi Takayuki, dựa trên tiểu thuyết của tác giả Nanjō Norio. Tác phẩm này được đăng tải liên tục trên tạp chí Manga của Akita Shoten và là Champion Red từ số tháng 8 năm 2003 cho đến tháng số 9 năm 2010. Bản Tankōbon được Champion Red phát hành, tính đến thời điểm tháng 3 năm 2010 đã được 14 cuốn. Sách giải thích chính thức cho tác phẩm này có tên là Shigurui Ōgi Hidensho (Bí kíp bí truyền thư Cuồng tử).
Tên của tác phẩm bắt nguồn từ một đoạn trong Hagakure, một quyển sách được cho là mô tả chính xác về Võ sĩ đạo, là"Bushidō wa Shigurui. Hitori no satsugai wo sūjūnin shite gakanurumono"(tạm dịch: Võ sĩ đạo là cuồng tử, có khi mười mấy người không đủ giết một mạng người). Tác phẩm này cũng đã được dựng thành Anime và phát sóng trong khuôn khổ WOWOW

## Khái yếu
Tác phẩm Manga này dựa trên chương đầu trong cuốn tiểu thuyết thời đại (Jidai Shōsetsu) của nhà văn Nanjō Norio là Surugajō Gozenjiai (tạm dịch là"cuộc ngự tiền tỷ võ ở thành Suruga"), nhưng qua tài biến hóa của họa sĩ Yamaguchi Takayuki thì các tình tiết đã triển khai khác đi nhiều so với nguyên tác và gần như trở thành một tác phẩm độc lập. Nội dung của Manga được lồng ghép từ mẫu truyện ngắn trong Surugajō Gozenjiai và các nhân vật chủ yếu trong đó đều liên quan đến các nhân vật xuất hiện trong chương đầu của cuốn tiểu thuyết.

## Nguyên bản
Tiểu thuyết Surugajō Gozenjiai của nhà văn Nanjō Norio được cấu thành bởi một loại các câu truyện ngắn xoay quanh mười một trận tỷ kiếm do phiên chủ của phiên Sunpu là Tokugawa Tadanaga tổ chức.
Bản tiểu thuyết này được viết từ khá lâu và đã tuyệt bản, chỉ còn có thể tìm thấy ở các chợ sách cũ với giá từ vài ngàn cho tới một vạn En Nhật. Nhưng sau khi tác phẩm Manga Shigurui ra đời thì các phiếu bầu trên trang web Fukkatsu Dottokomu (trang web chuyên kinh doanh in ấn các loại sách cũ đã tuyệt bản) tăng vọt, đến tháng 10 năm 2005 thì nhà xuất bản Tokuma Bunko đã xuất bản lại cuốn tiểu thuyết này. Hình bìa của bản tiểu thuyết mới có cảnh lấy từ Shigurui.
Phiên bản Manga của tiểu thuyết Surugajō Gozenjiai được họa sĩ truyện tranh Hirata Hiroshi dựng lại với cái tên"Sunpu Sōzetsu Daijiai"(trận đấu ác liệt ở thành Sunpu), nhưng phiên bản này không bao gồm nội dung chương một của bản tiểu thuyết là"Mumyō Gyaku Nagare"(vô minh chảy ngược). Nội dung của chương đầu của bản tiểu thuyết chỉ được chuyển thể thành Manga qua Shigurui và một bản Manga khác của Tomi Shinzō, em trai của Hirata Hiroshi.
Năm 1963, nội dung của chương đầu"Mumyō Gyaku Nagare"được dựng thành phim điện ảnh với cái tên"Taiketsu"(quyết đấu).

## Nội dung
Ngày 24 tháng 9 năm Kan Ei thứ 6, thành chủ thành Sunpu là Tokugawa Tadanaga mở hội tỷ võ, quy tụ các kiếm khách trong thiên hạ về dưới thành. Theo thông lệ thì các trận đấu trong các cuộc tỷ võ lần trước đều dùng mộc kiếm, nhưng lần này chúa Tokugawa Tadanaga cho các võ sĩ dùng kiếm thật và có thể tàn sát lẫn nhau, bất chấp lời can gián của quần thần.
Trong cuộc ngự tiền tỷ võ, đối thủ xuất hiện trước kiếm sĩ một tay Fujiki Gennosuke là kiếm khách Irako Seigen, một gã mù và què. Trong khi hội chúng đang lo lắng cho số mạng của Irako vì đối thủ không cân sức thì Irako lại rút kiếm, vào một thế thủ kỳ lạ. Irako đâm kiếm xuống mặt đất như chống gậy, dùng ngón chân kẹp chặt lưỡi kiếm và oằn người khiến hội chúng phải sửng sốt.
Thực ra hai kiếm sĩ này có mối nhân duyên không hề đơn giản. Bảy năm trước, kiếm khách Iwamoto Kogan, người được xưng tụng là vô song ở đất Nōbi (hai xứ Minō và Owari)lập môn phái Kogan-ryū (phái Hổ Nhãn), mở võ đường dạy kiếm ở Kakegawa. Vào một ngày mùa hè, Irako Seigen tìm đến võ đường của phái Kogan-ryū thách đấu. Đối thủ đầu tiên của Irako là Fujiki nhưng chẳng mấy chốc đã bị hắn dùng thuật"cốt tử"đánh bại. Đối thủ tiếp theo là quyền sư phụ Ushimata Gonzaemon đã đánh bại Irako khiến hắn đầu hàng và xin gia nhập môn phái. Từ đó trở đi, ba người Ushimata, Fujiki và Irako được gọi là"nhất hổ song long"của phái Kogan-ryū.
Một năm sau, Irako Seigen luyện tập tinh tấn, trở thành kiếm sĩ số một của võ đường và được chọn làm người kế tục môn phái. Sư phụ Iwamoto Kogan có một người con gái, định gái cho một trong số ba người đệ tử. Dĩ nhiên người giỏi nhất sẽ được chọn, và Kogan đã hạ lệnh đồ đệ của mình đi ám sát hai người con của cừu địch Funagi. Fujiki dùng thuật"Nagare"của phái Kogan-ryū đánh bại người anh trai còn Irako thì đánh bại người em, kẻ gây ra biến loạn.
Vào cuối năm, khi đã hội đắc được tuyệt kỹ"Nagare", Irako Seigen được sư phụ Kogan chọn gả con gái cho. Lúc này Irako nảy sinh dã tâm, muốn lợi dụng phái kiếm Kogan-ryū để làm bàn đạp nâng cao danh vọng cho bản thân nên đã thông gian với Iku, tình nhân của Kogan. Kogan biết được chuyện này, sau khi tra khảo thì dùng bí kiếp"Nagareboshi"(sao băng) chém đứt hai mắt của Irako rồi đuổi đi cùng với Iku.
Ba năm sau, lúc phái Kogan-ryū đang thời cực thịnh thì nảy sinh sự việc các môn đệ của phái bị ám sát ban đêm, đầu bêu trước cửa võ đường. Các cao đồ chia nhau truy tìm hung thủ nhưng cũng bị sát hại với cùng cách thức. Dựa vào món đồ bên cạnh xác chết, Fujiki đoán được hung thủ chính là Irako. Bọn Kogan được mời đến dinh thự của vị quan mù theo âm mưu của Irako. Xuất hiện trước bọn Kogan là Sekiun, một kiếm sĩ thạo kiếm thuật phương Tây nhưng bị Kogan đánh bại dễ dàng.
Mấy ngày sau, thầy trò Kogan lại trúng quỷ kế của Irako, lực lượng phân tán và bản thân Kogan bị chính Irako sử dụng bí kiếm"Mumyō Nagare"chém chết, kết thúc một huyền thoại bất bại ở xứ Nōbi...

## Tuyệt kỹ của kiếm phái Kogan-ryū
Phái kiếm Kogan-ryū do Iwamoto Kogan thành lập với tông chỉ thực dụng là không dùng lực mạnh để tránh làm gãy kiếm, không chém vô ích mà chỉ dùng một nhát chém nhẹ để kết liễu đối phương. Phái này chủ yếu sử dụng Katana, nhưng khi cần cũng có thể sử dụng đoản kiếm Wakizashi và song kiếm. Phái Kogan còn có nhiều đòn thế Nhu thuật và các đòn Atemi. Do khai tổ của phái này là người có nhiều ngón tay nên các đòn thế chú trọng ở lực và độ chính xác của ngón tay.
- Koken (Hổ quyền): Đòn Atemi dùng cổ tay, một nhát làm biến dạng cả thân người. Đòn này được tung ra với tốc độc cực nhanh và gần giống với"cô quyền"trong Karate.
- Koken no Nagareboshi (sao băng Hổ quyền): Đòn thế của Fujiki sáng tạo khi được Kogan chỉ điểm dựa trên nguyên lý của Nagareboshi.
- Tsuchirai (địa lôi): Đòn phản công khi bị đối phương đè lên người.
- Nagare (dòng chảy): Tuyệt kỹ bí kiếm không truyền dạy cho đồ đệ bình thường. Một tay vác kiếm sau lưng, xông đến đối phương rồi vung kiếm chém ngang. Khi vừa chém ra thì đồng thời cho kiếm tuột khỏi tay đoạn từ đốc kiếm cho đến chuôi kiếm. Đòn thế này lấy quan điểm nếu chém vào cơ thể người ba thốn thì cũng gây vết thương chí mạng của Kogan làm tông chỉ. Để sử dụng đòn thế này cần phải có lực nắm mạnh, nếu không kiếm sẽ bay khỏi tay.
- Nagareboshi (sao băng): Tất sát kiếm của Kogan chỉ truyền riêng cho đệ tử đã hội đắc tất cả các chiêu kiếm của môn phái. Kẻ nào chưa đạt tới trình độ đó thì nhất quyết không cho xem. Khi Kogan sử dụng đòn này trước mặt chúa Tokugawa, cả sáu cái đầu của tội nhân đồng loạt tung bay trong khi đầu của 2 người phía trong vẫn dính liền trên cổ.
- Hien Yokonagare (phi yến băng ngang): Đòn thế xoay ngược người, tung ra chiêu Nagare.
- Himo Kagami (mặt gương): Himo mang nghĩa là mặt nước đóng băng. Dùng thân kiếm làm gương để soi mọi động tĩnh của đối phương. Chiêu này bổ trợ cho Hien Yokonagare.

## Phiên bản Anime truyền hình
Phiên bản Anime truyền hình được phát sóng từ ngày 19 tháng 7 năm 2009 cho đến tháng 10 cùng năm. Vì có nhiều cảnh bạo lực nên phiên bản Anime này được chỉ định cấm người dưới 15 tuổi.